# كرم الدين كرم
كرم الدين كرم (من مواليد 1 يناير 1962) هو سياسي أفغاني شغل منصب حاكم ولاية بنجشير خلال الفترة 21 أبريل 2010 حتى 2 نوفمبر 2013. شغل كرام منصب رئيس الاتحاد الأفغاني لكرة القدم من عام 2004 حتى عام 2019، عندما تم إيقافه عن ممارسة كرة القدم مدى الحياة من قبل الاتحاد الدولي لكرة القدم (الفيفا) بعد اتهامه بالإعتداء الجنسي من قبل لاعبات منتخب أفغانستان لكرة القدم للسيدات. لا يزال كرام طليقا على الرغم من صدور لائحة اتهام ومذكرة إعتقال ضده.

## اتهامات الاعتداء الجنسي
في عام 2018، تم إطلاق تحقيق عندما اتهمت 5 لاعبات أفغانيات على الأقل من منتخب أفغانستان لكرة القدم للسيدات أن كرم اعتدى عليهن جنسياً و قام بتهديهن والإعتداء عليهن جسدياً.
في 8 يونيو 2019، قرر الاتحاد الدولي لكرة القدم (فيفا) حظر كريم، الذي كان رئيسًا لاتحاد كرة القدم الأفغاني، ممارسة الرياضة مدى الحياة بعد تقارير تفيد بأنه هدد اللاعبات واعتدى عليهن جنسياً. كما تم تغريمه بحوالي مليون دولار أمريكي. وفي أعقاب ذلك، صدرت مذكرة اعتقال بحقه. 
أوقف عن ممارسة مهام منصبه في ديسمبر 2019، بقرار من مكتب المدعي العام الأفغاني عقب دعاوى اللاعبات الأفغانيات والمدربة الأمريكية السابقة للفريق الأفغاني كيلي ليندسي
في أغسطس 2020، حاولت القوات الخاصة الأفغانية اعتقال كرام في ولاية بنجشير، لكنها باءت بالفشل، حيث أفادت هيومن رايتس ووتش أن كرم كان يتمتع بحماية ميليشيا محلية، ولا يزال طليقًا.